# Список франкских королев

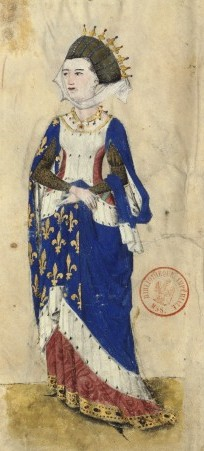
Маргарита Прованская, супруга Людовика IX была последней французской королевой, имевшей титул королева франков. 14 июня 1237 года она стала первой королевой Франции.

Королевы Франкского государства — супруги франкских королей. Так как монархами франков по традиции и закону могли быть только мужчины, не существует царствующих королев франков, хотя некоторые женщины правили как регенты.

## Меровинги(450—751)
Семейное положение некоторых жён ранних франкских королей неясно, так как практиковалось полигамия.

### Салические франки(до 509)
| Изображение | Имя                   | Отец                                                          | Дата рождения | Брак | Стала консортом | Перестала быть консортом         | Смерть | Супруг      |
| ----------- | --------------------- | ------------------------------------------------------------- | ------------- | ---- | --------------- | -------------------------------- | ------ | ----------- |
|             | Верига?               | ?                                                             | ?             | ?    | ?               | 458 смерть мужа                  | ?      | Меровей     |
|             | Базина Тюрингская     | Базин, король Тюрингии                                        | 438           | ?    | ?               | 481 смерть мужа                  | 491    | Хильдерик I |
|             | Эвохильда (из Кёльна) | ? франко-ренская принцесса, предположительно мать Теодориха I | 462           | 484  | 484             | ?                                | 510    | Хлодвиг I   |
|             | Клотильда Бургундская | Хильперик II, король бургундов                                | 475           | 493  | 493             | 509 стала королевой всех франков | 545    | Хлодвиг I   |

### Королевы всех франков (509—511)
| Изображение | Имя                   | Отец                           | Дата рождения | Брак | Стала консортом                 | Перестала быть консортом  | Смерть | Супруг    |
| ----------- | --------------------- | ------------------------------ | ------------- | ---- | ------------------------------- | ------------------------- | ------ | --------- |
|             | Клотильда Бургундская | Хильперик II, король бургундов | 475           | 493  | 509 восхождение мужа на престол | 27 ноября 511 смерть мужа | 545    | Хлодвиг I |

Хлодвиг I объединил все мелкие франкские королевства, а также бо́льшую часть Римской Галлии под своим управлением, завоевав владения Суассонов римского полководца Сиагрия и вестготское королевство Тулуза. Он сделал своей основной резиденцией в Париж, наряду с Суасоном, Реймсом, Мецом и Орлеаном. После его смерти королевство было разделено между его четырьмя сыновьями:

#### Королевы Суасона (511—558)
| Изображение                   | Имя                       | Отец                               | Дата рождения | Брак      | Стала консортом | Перестала быть консортом                                              | Смерть                           | Супруг    |
| ----------------------------- | ------------------------- | ---------------------------------- | ------------- | --------- | --------------- | --------------------------------------------------------------------- | -------------------------------- | --------- |
|                               | Гунтека Бургундская       | Годомар II, король бургундов       | около 495     | после 523 | после 523       | 524/540                                                               | 524/540                          | Хлотарь I |
|                               | Радегунда Тюрингская      | Бертахар, король тюрингов          | 486—516       | 525/545   | 525/545         | после 531 аннулирован                                                 | 13 августа 586                   | Хлотарь I |
|                               | Ингунда Тюрингская        | Бадерих, король тюрингов           | 490—510       | 526/550   | 526/550         | ? предположительно 546 или позже                                      | ? предположительно 546 или позже | Хлотарь I |
|                               | Вульдетрада Лангобардская | Вахо, король лангобардов (Летинги) | 521—542       | 555/559   | 555/559         | 555/61 отдана в жёны герцогу Баварии Гарибальду I по совету епископов | ? после 526                      | Хлотарь I |
| Стали королевами всех франков |                           |                                    |               |           |                 |                                                                       |                                  |           |

#### Королевы Парижа (511—558)
| Изображение                                | Имя         | Отец | Дата рождения | Брак | Стала консортом                           | Перестала быть консортом   | Смерть | Супруг       |
| ------------------------------------------ | ----------- | ---- | ------------- | ---- | ----------------------------------------- | -------------------------- | ------ | ------------ |
|                                            | Вультрогота | ?    | 497           | ?    | 27 ноября 511 восхождение мужа на престол | 23 декабря 558 смерть мужа | 566    | Хильдеберт I |
| Королевство перешло под управление Суасона |             |      |               |      |                                           |                            |        |              |

#### Королевы Орлеана (511—524)
| Изображение                                                 | Имя                 | Отец                         | Дата рождения | Брак        | Стала консортом | Перестала быть консортом | Смерть | Супруг   |
| ----------------------------------------------------------- | ------------------- | ---------------------------- | ------------- | ----------- | --------------- | ------------------------ | ------ | -------- |
|                                                             | Гунтека Бургундская | Годомар II, король бургундов | около 495     | 514 или 521 | 514 или 521     | 21 июня 524 смерть мужа  | 532    | Хлодомер |
| Королевство перешло под управление Суасона, Парижа и Реймса |                     |                              |               |             |                 |                          |        |          |

#### Королевы Реймса (511—555)
| Изображение                                | Имя                       | Отец                        | Дата рождения | Брак  | Стала консортом                  | Перестала быть консортом | Смерть | Супруг      |
| ------------------------------------------ | ------------------------- | --------------------------- | ------------- | ----- | -------------------------------- | ------------------------ | ------ | ----------- |
|                                            | Эстер Вестготская         | Аларих II, король вестготов | 488           | 511   | 511                              | ?                        | 521    | Теодорих I  |
|                                            | Суавегота Бургундская     | Сигизмунд, король бургундов | 495/96/504    | 516/7 | 516/7                            | 534 смерть мужа          | 554    | Теодорих I  |
|                                            | Визигарда Лангобардская   | Вахо, король лангобардов    | ?             | ?     | 534 восхождение мужа на престол  | ?                        | ?      | Теодеберт I |
|                                            | Деотерия                  | потомок галло-римлян        | ?             | ?     | ?                                | 548 смерть мужа          | ?      | Теодеберт I |
|                                            | Вульдетрада Лангобардская | Вахо, король лангобардов    | 531           | ?     | 548? восхождение мужа на престол | 555? смерть мужа         | 572    | Гарибальд I |
| Королевство перешло под управление Суасона |                           |                             |               |       |                                  |                          |        |             |

### Королевы всех франков (558—561)
| Изображение | Имя                  | Отец                     | Дата рождения | Брак | Стала консортом                  | Перестала быть консортом | Смерть | Супруг    |
| ----------- | -------------------- | ------------------------ | ------------- | ---- | -------------------------------- | ------------------------ | ------ | --------- |
|             | Арнегунда Тюрингская | Бадерих, король тюрингов | 515           | ?    | 558 восхождение мужа на престол  | 561 смерть мужа          | 573    | Хлотарь I |
|             | Хунзина              | ?                        | ?             | ?    | 558? восхождение мужа на престол | 561? смерть мужа         | ?      | Хлотарь I |

#### Королевы Нейстрии (Суасона, 561—613)
| Изображение | Имя                    | Отец                         | Дата рождения | Брак    | Стала консортом                 | Перестала быть консортом                            | Смерть             | Супруг      |
| ----------- | ---------------------- | ---------------------------- | ------------- | ------- | ------------------------------- | --------------------------------------------------- | ------------------ | ----------- |
|             | Аудовера               | ?                            | 525?          | 549—558 | 561 восхождение мужа на престол | ~567 аннулирован                                    | октябрь/ноябрь 580 | Хильперик I |
|             | Галесвинта Вестготская | Атанагильд, король вестготов | 540           | 567     | 567                             | 568                                                 | 568                | Хильперик I |
|             | Фредегонда             | 539—553                      | ?             | 568     | 568                             | сентябрь 584 смерть мужа — стала королевой-регентом | 8 декабря 597      | Хильперик I |
|             | Хельдетруда            | ?                            | 575/594       | ?       | ?                               | ?                                                   | 604/629            | Хлотарь II  |
|             | Бертетруда             | Вагон II, граф Вермандуа     | 582           | ?613?   | ?613?                           | 618/619                                             | 618/619            | Хлотарь II  |
|             | Сихильда               | Брунулф II, граф Арденн      | 590           | ?618?   | ?618?                           | 627                                                 | 627                | Хлотарь II  |

#### Королевы Парижа (561—567)
| Изображение                                                | Имя         | Отец              | Дата рождения | Брак      | Стала консортом | Перестала быть консортом | Смерть | Супруг     |
| ---------------------------------------------------------- | ----------- | ----------------- | ------------- | --------- | --------------- | ------------------------ | ------ | ---------- |
|                                                            | Ингоберга   |                   | 519?          | ?         | ?               | ? аннулирован            | 589    | Хариберт I |
|                                                            | Мерофледа   | ворсильщик шерсти | ?             | после 561 | после 561       | ?                        | ?      | Хариберт I |
|                                                            | Марковейфа  | ворсильщик шерсти | ?             | после 561 | после 561       | ?                        | до 567 | Хариберт I |
|                                                            | Теодогильда | пастух            | ?             | после 561 | после 561       | ?                        | 567    | Хариберт I |
| Раздел территорий между Нейстрией, Бургундией и Австразией |             |                   |               |           |                 |                          |        |            |

#### Королевы Бургундии (Орлеана, 561—613)
| Изображение                                                                      | Имя                    | Отец                       | Дата рождения | Брак | Стала консортом | Перестала быть консортом | Смерть    | Супруг        |
| -------------------------------------------------------------------------------- | ---------------------- | -------------------------- | ------------- | ---- | --------------- | ------------------------ | --------- | ------------- |
|                                                                                  | Венеранда              | раб                        | ?             | ?    | ?               | ?                        | ?         | Гунтрамн      |
|                                                                                  | Маркатруда             | Магнахар, франкский герцог | ?             | 565? | 565?            | 566?                     | 566?      | Гунтрамн      |
|                                                                                  | Австригильда           | ?                          | ?             | 567  | 567             | после 580                | после 580 | Гунтрамн      |
|                                                                                  | Файлевба               | ?                          | ?             | ?    | ?               | ?                        | ?         | Хильдеберт II |
|                                                                                  | Эрменберга Вестготская | Виттерих, король вестготов | ?             | 606  | 606             | 607 аннулирован          | ?         | Теодорих II   |
| Объединена с Австразией в 612 году и перешла под управление Нейстрии в 613 году. |                        |                            |               |      |                 |                          |           |               |

#### Королевы Австразии (Реймса и Меца, 561—613)
| Изображение                          | Имя                    | Отец                         | Дата рождения | Брак | Стала консортом | Перестала быть консортом | Смерть | Супруг        |
| ------------------------------------ | ---------------------- | ---------------------------- | ------------- | ---- | --------------- | ------------------------ | ------ | ------------- |
|                                      | Брунгильда Вестготская | Атанагильд, король вестготов | 543?          | 567  | 567             | декабрь 575 смерть мужа  | 613    | Сигиберт I    |
|                                      | Файлевба               | ?                            | ?             | ?    | ?               | ?                        | ?      | Хильдеберт II |
|                                      | Билихильда             | Виттерих, король вестготов   | ?             | 608  | 608             | 610                      | 610    | Теодеберт II  |
|                                      | Теодехильда            | ?                            | ?             | ?    | ?               | ?                        | ?      | Теодеберт II  |
| Присоединена к Бургундии в 612 году. |                        |                              |               |      |                 |                          |        |               |

### Королевы всех франков (613—629)
| Изображение | Имя        | Отец                     | Дата рождения | Брак  | Стала консортом | Перестала быть консортом   | Смерть               | Супруг     |
| ----------- | ---------- | ------------------------ | ------------- | ----- | --------------- | -------------------------- | -------------------- | ---------- |
|             | Бертетруда | Вагон II, граф Вермандуа | 582           | ?613? | ?613?           | 618/619                    | 618/619              | Хлотарь II |
|             | Сихильда   | Брунулф II, граф Арденн  | ок. 590       | 618   | 618             | 18 октября 629 смерть мужа | предположительно 627 | Хлотарь II |

#### Королевы Нейстрии и Бургундии (629—691)
| Изображение                                             | Имя                      | Отец                           | Дата рождения | Брак    | Стала консортом                    | Перестала быть консортом          | Смерть        | Супруг       |
| ------------------------------------------------------- | ------------------------ | ------------------------------ | ------------- | ------- | ---------------------------------- | --------------------------------- | ------------- | ------------ |
|                                                         | Гоматруда                | ?                              | 598           | 628     | 628                                | 629 аннулирован                   | после 630     | Дагоберт I   |
|                                                         | Нантильда Саксонская     | ?                              | ок. 610       | ок. 629 | ок. 629                            | 19 января 639 смерть мужа         | 642           | Дагоберт I   |
|                                                         | Рагнетруда               | ?                              | 610?          | ?       | ?                                  | ?                                 | ?             | Дагоберт I   |
|                                                         | Вулфегунда               | ?                              | ?             | ?       | ?                                  | ?                                 | ?             | Дагоберт I   |
|                                                         | Берхильда                | ?                              | ?             | ?       | ?                                  | ?                                 | ?             | Дагоберт I   |
|                                                         | Батильда                 | англосаксонская аристократка   | 626 или 627   | 649     | 649                                | 27 ноября 655 или 658 смерть мужа | 30 января 680 | Хлодвиг II   |
|                                                         | Амалтхильда              | ?                              | ?             | ?       | ?                                  | ?                                 | ?             | Хлотарь III  |
|                                                         | Билихильда Австразийская | Сигиберт III, король Австразии | 654           | 668     | 673 вторжение Нейстрии и Бургундии | 675                               | 675           | Хильдерик II |
|                                                         | Клотильда Геристальская  | Анзегизель                     | 650           | 675     | 675                                | 679 стала королевой всех франков  | 3 июня 699    | Теодорих III |
| Объединена с Австразией в единое франкское государство. |                          |                                |               |         |                                    |                                   |               |              |

#### Королевы Австразии (623—679)
| Изображение                                                         | Имя                      | Отец                           | Дата рождения | Брак    | Стала консортом                    | Перестала быть консортом           | Смерть     | Супруг       |
| ------------------------------------------------------------------- | ------------------------ | ------------------------------ | ------------- | ------- | ---------------------------------- | ---------------------------------- | ---------- | ------------ |
|                                                                     | Гоматруда                | ?                              | 598           | 628     | 628                                | 629 аннулирован                    | после 630  | Дагоберт I   |
|                                                                     | Нантильда Саксонская     | ?                              | ок. 610       | ок. 629 | ок. 629                            | ок. 629 королевство отошло пасынку | 642        | Дагоберт I   |
|                                                                     | Рагнетруда               | ?                              | 610?          | ?       | ?                                  | ?                                  | ?          | Дагоберт I   |
|                                                                     | Вулфегунда               | ?                              | ?             | ?       | ?                                  | ?                                  | ?          | Дагоберт I   |
|                                                                     | Берхильда                | ?                              | ?             | ?       | ?                                  | ?                                  | ?          | Дагоберт I   |
|                                                                     | Химнехильда Бургундская  | ?                              | ?             | 647     | 647                                | ?                                  | ?          | Сигиберт III |
|                                                                     | Амалтхильда              | ?                              | ?             | ?       | ?                                  | ?                                  | ?          | Хлотарь III  |
|                                                                     | Билихильда Австразийская | Сигиберт III, король Австразии | 654           | 668     | 673 вторжение Нейстрии и Бургундии | 675                                | 675        | Хильдерик II |
|                                                                     | Клотильда Геристальская  | Анзегизель                     | 650           | 675     | 675                                | 679 стала королевой всех франков   | 3 июня 699 | Теодорих III |
| Объединена с Нейстрией и Бургундией в единое франкское государство. |                          |                                |               |         |                                    |                                    |            |              |

#### Королевы Аквитании (629—632)
| Изображение | Имя                | Отец             | Дата рождения | Брак | Стала консортом                            | Перестала быть консортом | Смерть | Супруг      |
| --- | ------------------ | ---------------- | ------------- | ---- | ------------------------------------------ | ------------------------ | ------ | ----------- |
| | Гизела Гасконская? | Аманд Гасконский | ?             | ?    | 18 октября 629 восхождение мужа на престол | 8 апреля 632 смерть мужа | ?      | Хариберт II |
| | Фульберта?         | ?                | ?             | ?    | ?                                          | ?                        | ?      | Хариберт II |
| Королевство перешло под управление Нейстрии и Бургундии в 632 году и с того времени править Аквитанией назначались герцоги. |                    |                  |               |      |                                            |                          |        |             |

### Королевы всех франков (629—751)
| Изображение | Имя                      | Отец                                                                                                  | Дата рождения                                                                                         | Брак                                                                                                  | Стала консортом                                                                                       | Перестала быть консортом                                                                              | Смерть                                                                                                | Супруг         |
| ----------- | ------------------------ | --- | --- | --- | --- | --- | --- | -------------- |
|             | Гоматруда                | ? | 598                                                                                                   | 628                                                                                                   | 628                                                                                                   | 629 аннулирован                                                                                       | после 630                                                                                             | Дагоберт I     |
|             | Нантильда Саксонская     | ? | ок. 610                                                                                               | ок. 629                                                                                               | ок. 629                                                                                               | ок. 629 королевство поделено                                                                          | 642                                                                                                   | Дагоберт I     |
|             | Рагнетруда               | ? | 610?                                                                                                  | ? | ? | ? | ? | Дагоберт I     |
|             | Вулфегунда               | ? | ? | ? | ? | ? | ? | Дагоберт I     |
|             | Берхильда                | ? | ? | ? | ? | ? | ? | Дагоберт I     |
|             | Амалтхильда              | ? | ? | ? | 661 восхождение мужа на престол                                                                       | 662 муж теряет Австразию                                                                              | ? | Хлотарь III    |
|             | Билихильда Австразийская | Сигиберт III, король Австразии                                                                        | 654                                                                                                   | 668                                                                                                   | 673 восхождение мужа на престол                                                                       | 675                                                                                                   | 675                                                                                                   | Хильдерик II   |
|             | Клотильда Геристальская  | Анзегизель                                                                                            | 650                                                                                                   | 675                                                                                                   | 679 восхождение мужа на престол                                                                       | 691 смерть мужа                                                                                       | 3 июня 699                                                                                            | Теодорих III   |
|             | Эдонна                   | По всей вероятности придуманное имя неизвестной по имени жены Хильдеберта III и матери Дагоберта III. | По всей вероятности придуманное имя неизвестной по имени жены Хильдеберта III и матери Дагоберта III. | По всей вероятности придуманное имя неизвестной по имени жены Хильдеберта III и матери Дагоберта III. | По всей вероятности придуманное имя неизвестной по имени жены Хильдеберта III и матери Дагоберта III. | По всей вероятности придуманное имя неизвестной по имени жены Хильдеберта III и матери Дагоберта III. | По всей вероятности придуманное имя неизвестной по имени жены Хильдеберта III и матери Дагоберта III. | Хильдеберт III |
|             | Танахильда               | ? ок. 680 — ок. 696                                                                                   | ? ок. 680 — ок. 696                                                                                   | ? ок. 680 — ок. 696                                                                                   | ? ок. 680 — ок. 696                                                                                   | ? ок. 680 — ок. 696                                                                                   | ? ок. 680 — ок. 696                                                                                   | Хлодвиг IV     |
|             | Клотильда де Сакс        | ? | ? | ? | ? | ? | ? | Дагоберт III   |
|             | Хротада                  | ? | ? | ? | ? | ? | ? | Хильперик II   |
|             | Гизела                   | ? | 715                                                                                                   | ? | 743 восхождение мужа на престол                                                                       | 751 смерть мужа                                                                                       | 755                                                                                                   | Хильдерик III  |

## Каролинги(751—987)

### Королевы франков и императрицы Запада (751—843)
| Изображение | Имя                      | Отец                          | Дата рождения | Брак | Стала консортом | Перестала быть консортом    | Смерть           | Супруг    |
| ----------- | ------------------------ | ----------------------------- | ------------- | --- | --- | --------------------------- | ---------------- | --------- |
|             | Бертрада Лаонская        | Хариберт, граф Лаона          | 710/27        | 740 | ноябрь 751 как единоличная королева-консорт франков                                                                      | 24 сентября 768 смерть мужа | 12 июля 783      | Пипин I   |
|             | Герберга                 | ?                             | ?             | ? | 24 сентября 768 как сокоролева-консорт франков                                                                           | 4 декабря 771 смерть мужа   | ?                | Карломан  |
|             | Дезидерата Лангобардская | Дезидерий, король лангобардов | ?             | 770 как сокоролева-консорт франков                                                                                       | 770 как сокоролева-консорт франков                                                                                       | 771 брак аннулирован        | ?                | Карл I    |
|             | Хильдегарда из Винцгау   | Герольд I из Винцгау          | 758           | 771 как единоличная королева-консорт франков 774 как королева-консорт лангобардов 781 как сокоролева-консорт лангобардов | 771 как единоличная королева-консорт франков 774 как королева-консорт лангобардов 781 как сокоролева-консорт лангобардов | 30 апреля 783               | 30 апреля 783    | Карл I    |
|             | Фастрада Франконская     | Радульф, граф Франконский     | 765           | 784 как единоличная королева-консорт франков и сокоролева-консорт лангобардов                                            | 784 как единоличная королева-консорт франков и сокоролева-консорт лангобардов                                            | 10 октября 794              | 10 октября 794   | Карл I    |
|             | Лиутгарда Алеманская     | Лиутфрид II, граф Сунго       | 776           | 794 как единоличная королева-консорт франков и сокоролева-консорт лангобардов                                            | 794 как единоличная королева-консорт франков и сокоролева-консорт лангобардов                                            | 4 июня 800                  | 4 июня 800       | Карл I    |
|             | Ирменгарда из Хеспенгау  | Инграмм, граф Хеспенгау       | 778           | 794/5 | 813 как императрица Запада и королева-консорт франков                                                                    | 3 октября 818               | 3 октября 818    | Людовик I |
|             | Юдифь Баварская          | Вельф I, граф Аргенгау        | 805           | 819 как императрица Запада и королева-консорт франков                                                                    | 819 как императрица Запада и королева-консорт франков                                                                    | 20 июня 840 смерть мужа     | 19/23 апреля 843 | Людовик I |

### После Верденского договора
Франкское королевство было разделено согласно Верденскому договору в 843 году. Лотарю I было разрешено сохранить титул императора и королевство Италия, и он получил недавно созданное Средне-Франкское королевство (будущая Лотарингия): центральная, простирающийся от Италии до Северного моря, включая западную часть Австразии, Фризию, Эльзас, Бургундию, Прованс и Ломбардию. Карл II Лысый получил Аквитанию, где ему противостоял Пипин II, сын Пипина I, а также Западно-Франкское королевство (современная Франция), земли к западу от владений Лотаря. Людовик II Немецкий получил Баварию и Восточно-Франкское королевство (современная Германия), земли к востоку от территории Лотаря.
Таким образом Ирментруда Орлеанская (первая жена Карла II) стала королевой Западной Франкии, Эмма Баварская (жена Людовика II) стала королевой Восточной Франкии, а Ирменгарда Турская (жена Лотаря I) стала королевой Средней Франкии. Титул королевы франков сохранялся на протяжении в XII—XIII веков.

### Королевы франков и императрицы Запада (843—987)
| Западно-Франкское королевство                                                                                       | Западно-Франкское королевство                                                                                       | Западно-Франкское королевство                                                                                       | Средне-Франкское королевство                                                                                        | Средне-Франкское королевство                                                                                        | Средне-Франкское королевство | Средне-Франкское королевство | Восточно-Франкское королевство | Восточно-Франкское королевство | Восточно-Франкское королевство | Супруг                                                       |
| --- | --- | --- | --- | --- | --- | --- | --- | --- | --- | ------------------------------------------------------------ |
| Ирментруда Орлеанская Королева Аквитании: 842—855 Королева Западной Франкии: 843—869                                | Ирментруда Орлеанская Королева Аквитании: 842—855 Королева Западной Франкии: 843—869                                | Ирментруда Орлеанская Королева Аквитании: 842—855 Королева Западной Франкии: 843—869                                | Ирменгарда Турская Королева Италии: 818—844 Королева Средней Франкии: 843—851 Императрица Запада: 821—851           | Ирменгарда Турская Королева Италии: 818—844 Королева Средней Франкии: 843—851 Императрица Запада: 821—851           | Ирменгарда Турская Королева Италии: 818—844 Королева Средней Франкии: 843—851 Императрица Запада: 821—851                                                                                      | Ирменгарда Турская Королева Италии: 818—844 Королева Средней Франкии: 843—851 Императрица Запада: 821—851                                                                                      | Эмма Баварская Королева Баварии: 817—843 Королева Восточной Франкии: 843—876 | Эмма Баварская Королева Баварии: 817—843 Королева Восточной Франкии: 843—876 | Эмма Баварская Королева Баварии: 817—843 Королева Восточной Франкии: 843—876 | Карл II Лотарь I Людовик II Немецкий                         |
| Ирментруда Орлеанская Королева Аквитании: 842—855 Королева Западной Франкии: 843—869                                | Ирментруда Орлеанская Королева Аквитании: 842—855 Королева Западной Франкии: 843—869                                | Ирментруда Орлеанская Королева Аквитании: 842—855 Королева Западной Франкии: 843—869                                | Ангельберга Пармская Королева Италии: 851—875 Императрица Запада: 850—875                                           | Ангельберга Пармская Королева Италии: 851—875 Императрица Запада: 850—875                                           | Теутберга Королева Лотарингии: 855—869 | Теутберга Королева Лотарингии: 855—869 | Эмма Баварская Королева Баварии: 817—843 Королева Восточной Франкии: 843—876 | Эмма Баварская Королева Баварии: 817—843 Королева Восточной Франкии: 843—876 | Эмма Баварская Королева Баварии: 817—843 Королева Восточной Франкии: 843—876 | Карл II Людовик II Итальянский Лотарь II Людовик II Немецкий |
| Ришильда Прованская Королева Западной Франкии: 870—877 Королева Италии: 875—877 Императрица Запада: 875—877         | Ришильда Прованская Королева Западной Франкии: 870—877 Королева Италии: 875—877 Императрица Запада: 875—877         | Ришильда Прованская Королева Западной Франкии: 870—877 Королева Италии: 875—877 Императрица Запада: 875—877         | Ришильда Прованская Королева Западной Франкии: 870—877 Королева Италии: 875—877 Императрица Запада: 875—877         | Ришильда Прованская Королева Западной Франкии: 870—877 Королева Италии: 875—877 Императрица Запада: 875—877         | Эмма Баварская Королева Баварии: 817—843 Королева Восточной Франкии: 843—876 | Эмма Баварская Королева Баварии: 817—843 Королева Восточной Франкии: 843—876 | Эмма Баварская Королева Баварии: 817—843 Королева Восточной Франкии: 843—876 | Эмма Баварская Королева Баварии: 817—843 Королева Восточной Франкии: 843—876 | Эмма Баварская Королева Баварии: 817—843 Королева Восточной Франкии: 843—876 | Карл II Людовик II Немецкий                                  |
| Аделаида Парижская Королева Западной Франкии: 877—879                                                               | Аделаида Парижская Королева Западной Франкии: 877—879                                                               | Аделаида Парижская Королева Западной Франкии: 877—879                                                               | Аделаида Парижская Королева Западной Франкии: 877—879                                                               | Аделаида Парижская Королева Западной Франкии: 877—879                                                               | Лиутгарда Саксонская Королева Саксонии: 879—882 Королева Баварии: 880—882 Королева Восточной Франкии: 880—882                                                                                  | Лиутгарда Саксонская Королева Саксонии: 879—882 Королева Баварии: 880—882 Королева Восточной Франкии: 880—882                                                                                  | Лиутгарда Саксонская Королева Саксонии: 879—882 Королева Баварии: 880—882 Королева Восточной Франкии: 880—882                                                                                  | Лиутгарда Саксонская Королева Саксонии: 879—882 Королева Баварии: 880—882 Королева Восточной Франкии: 880—882                                                                                  | Лиутгарда Саксонская Королева Саксонии: 879—882 Королева Баварии: 880—882 Королева Восточной Франкии: 880—882                                                                                  | Людовик II Заика Людовик III                                 |
| Рихарда Швабская Императрица Запада: 881—888 Королева Восточной Франкии: 882—887 Королева Западной Франкии: 884—888 | Рихарда Швабская Императрица Запада: 881—888 Королева Восточной Франкии: 882—887 Королева Западной Франкии: 884—888 | Рихарда Швабская Императрица Запада: 881—888 Королева Восточной Франкии: 882—887 Королева Западной Франкии: 884—888 | Рихарда Швабская Императрица Запада: 881—888 Королева Восточной Франкии: 882—887 Королева Западной Франкии: 884—888 | Рихарда Швабская Императрица Запада: 881—888 Королева Восточной Франкии: 882—887 Королева Западной Франкии: 884—888 | Рихарда Швабская Императрица Запада: 881—888 Королева Восточной Франкии: 882—887 Королева Западной Франкии: 884—888                                                                            | Рихарда Швабская Императрица Запада: 881—888 Королева Восточной Франкии: 882—887 Королева Западной Франкии: 884—888                                                                            | Рихарда Швабская Императрица Запада: 881—888 Королева Восточной Франкии: 882—887 Королева Западной Франкии: 884—888                                                                            | Рихарда Швабская Императрица Запада: 881—888 Королева Восточной Франкии: 882—887 Королева Западной Франкии: 884—888                                                                            | Рихарда Швабская Императрица Запада: 881—888 Королева Восточной Франкии: 882—887 Королева Западной Франкии: 884—888                                                                            | Карл III Толстый                                             |
| Теодрада де Труа Королева Западной Франкии: 888—898                                                                 | Теодрада де Труа Королева Западной Франкии: 888—898                                                                 | Теодрада де Труа Королева Западной Франкии: 888—898                                                                 | Теодрада де Труа Королева Западной Франкии: 888—898                                                                 | Теодрада де Труа Королева Западной Франкии: 888—898                                                                 | Ода Королева Восточной Франкии: 888—899 Королева Италии: 896—899 Императрица Запада: 896—899                                                                                                   | Ода Королева Восточной Франкии: 888—899 Королева Италии: 896—899 Императрица Запада: 896—899                                                                                                   | Ода Королева Восточной Франкии: 888—899 Королева Италии: 896—899 Императрица Запада: 896—899                                                                                                   | Ода Королева Восточной Франкии: 888—899 Королева Италии: 896—899 Императрица Запада: 896—899                                                                                                   | Ода Королева Восточной Франкии: 888—899 Королева Италии: 896—899 Императрица Запада: 896—899                                                                                                   | Эд Арнульф                                                   |
| Фредеруна Королева Западной Франкии: 907—917                                                                        | Фредеруна Королева Западной Франкии: 907—917                                                                        | Фредеруна Королева Западной Франкии: 907—917                                                                        | Фредеруна Королева Западной Франкии: 907—917                                                                        | Фредеруна Королева Западной Франкии: 907—917                                                                        | Кунигунда Швабская Королева Восточной Франкии: 913—918 Герцогиня Франконии: 913—918 | Кунигунда Швабская Королева Восточной Франкии: 913—918 Герцогиня Франконии: 913—918 | Кунигунда Швабская Королева Восточной Франкии: 913—918 Герцогиня Франконии: 913—918 | Кунигунда Швабская Королева Восточной Франкии: 913—918 Герцогиня Франконии: 913—918 | Кунигунда Швабская Королева Восточной Франкии: 913—918 Герцогиня Франконии: 913—918 | Карл III Простоватый Конрад I                                |
| Огива Уэссекская Королева Западной Франкии: 919—922                                                                 | Огива Уэссекская Королева Западной Франкии: 919—922                                                                 | Огива Уэссекская Королева Западной Франкии: 919—922                                                                 | Огива Уэссекская Королева Западной Франкии: 919—922                                                                 | Огива Уэссекская Королева Западной Франкии: 919—922                                                                 | Матильда Вестфальская Королева Восточной Франкии: 919—936 Герцогиня Саксонии: 912—936 | Матильда Вестфальская Королева Восточной Франкии: 919—936 Герцогиня Саксонии: 912—936 | Матильда Вестфальская Королева Восточной Франкии: 919—936 Герцогиня Саксонии: 912—936 | Матильда Вестфальская Королева Восточной Франкии: 919—936 Герцогиня Саксонии: 912—936 | Матильда Вестфальская Королева Восточной Франкии: 919—936 Герцогиня Саксонии: 912—936 | Карл III Простоватый Роберт I Рауль Генрих I                 |
| Беатриса де Вермандуа Королева Западной Франкии: 922—923                                                            | | | | | Матильда Вестфальская Королева Восточной Франкии: 919—936 Герцогиня Саксонии: 912—936 | Матильда Вестфальская Королева Восточной Франкии: 919—936 Герцогиня Саксонии: 912—936 | Матильда Вестфальская Королева Восточной Франкии: 919—936 Герцогиня Саксонии: 912—936 | Матильда Вестфальская Королева Восточной Франкии: 919—936 Герцогиня Саксонии: 912—936 | Матильда Вестфальская Королева Восточной Франкии: 919—936 Герцогиня Саксонии: 912—936 | Карл III Простоватый Роберт I Рауль Генрих I                 |
| Эмма Французская Королева Западной Франкии: 923—934                                                                 | | | | | Матильда Вестфальская Королева Восточной Франкии: 919—936 Герцогиня Саксонии: 912—936 | Матильда Вестфальская Королева Восточной Франкии: 919—936 Герцогиня Саксонии: 912—936 | Матильда Вестфальская Королева Восточной Франкии: 919—936 Герцогиня Саксонии: 912—936 | Матильда Вестфальская Королева Восточной Франкии: 919—936 Герцогиня Саксонии: 912—936 | Матильда Вестфальская Королева Восточной Франкии: 919—936 Герцогиня Саксонии: 912—936 | Карл III Простоватый Роберт I Рауль Генрих I                 |
| Герберга Саксонская Королева (Западной) Франкии: 939—954                                                            | Герберга Саксонская Королева (Западной) Франкии: 939—954                                                            | Герберга Саксонская Королева (Западной) Франкии: 939—954                                                            | Герберга Саксонская Королева (Западной) Франкии: 939—954                                                            | Герберга Саксонская Королева (Западной) Франкии: 939—954                                                            | После смерти Генриха, последнего короля Восточной Франкии, единственными оставшимися франконскими королями стали правители Восточной Франкии, которая станет современным государством Франция. | После смерти Генриха, последнего короля Восточной Франкии, единственными оставшимися франконскими королями стали правители Восточной Франкии, которая станет современным государством Франция. | После смерти Генриха, последнего короля Восточной Франкии, единственными оставшимися франконскими королями стали правители Восточной Франкии, которая станет современным государством Франция. | После смерти Генриха, последнего короля Восточной Франкии, единственными оставшимися франконскими королями стали правители Восточной Франкии, которая станет современным государством Франция. | После смерти Генриха, последнего короля Восточной Франкии, единственными оставшимися франконскими королями стали правители Восточной Франкии, которая станет современным государством Франция. | Людовик IV                                                   |
| Эмма Италийская Королева (Западной) Франкии: 965—986                                                                | Эмма Италийская Королева (Западной) Франкии: 965—986                                                                | Эмма Италийская Королева (Западной) Франкии: 965—986                                                                | Эмма Италийская Королева (Западной) Франкии: 965—986                                                                | Эмма Италийская Королева (Западной) Франкии: 965—986                                                                | После смерти Генриха, последнего короля Восточной Франкии, единственными оставшимися франконскими королями стали правители Восточной Франкии, которая станет современным государством Франция. | После смерти Генриха, последнего короля Восточной Франкии, единственными оставшимися франконскими королями стали правители Восточной Франкии, которая станет современным государством Франция. | После смерти Генриха, последнего короля Восточной Франкии, единственными оставшимися франконскими королями стали правители Восточной Франкии, которая станет современным государством Франция. | После смерти Генриха, последнего короля Восточной Франкии, единственными оставшимися франконскими королями стали правители Восточной Франкии, которая станет современным государством Франция. | После смерти Генриха, последнего короля Восточной Франкии, единственными оставшимися франконскими королями стали правители Восточной Франкии, которая станет современным государством Франция. | Лотарь                                                       |
| Аделаида Анжуйская Королева Аквитании: 980—982                                                                      | Аделаида Анжуйская Королева Аквитании: 980—982                                                                      | Аделаида Анжуйская Королева Аквитании: 980—982                                                                      | Аделаида Анжуйская Королева Аквитании: 980—982                                                                      | Аделаида Анжуйская Королева Аквитании: 980—982                                                                      | После смерти Генриха, последнего короля Восточной Франкии, единственными оставшимися франконскими королями стали правители Восточной Франкии, которая станет современным государством Франция. | После смерти Генриха, последнего короля Восточной Франкии, единственными оставшимися франконскими королями стали правители Восточной Франкии, которая станет современным государством Франция. | После смерти Генриха, последнего короля Восточной Франкии, единственными оставшимися франконскими королями стали правители Восточной Франкии, которая станет современным государством Франция. | После смерти Генриха, последнего короля Восточной Франкии, единственными оставшимися франконскими королями стали правители Восточной Франкии, которая станет современным государством Франция. | После смерти Генриха, последнего короля Восточной Франкии, единственными оставшимися франконскими королями стали правители Восточной Франкии, которая станет современным государством Франция. | Людовик V                                                    |

После смерти в 987 году Людовика V, последнего короля франков из дома Каролингов, франкские титулы получил дом Капетингом, и их супруги носили титул королевы франков до 1227 года. В истории они остались как королевы Франции.